# Katolički pogreb
Katolički pogreb, katolički sprovod ili katolički ukop je liturgijski obred sprovoda ili ispraćaja pokojnika koji predvodi katolički svećenik određen kanonskim pravom i Crkvenim naukom. Prema nauku Katoličke Crkve, kršćanski pogreb ne podjeljuje pokojniku ni sakrament ni blagoslov, zato što pokojnik smrću gubi mogućnost primanja ili djelovanja sakramenata.
Obred sprovoda je liturgijsko slavlje Crkve. Njime se izražava „djelotvorno zajedništvo” s pokojnikom. U sprovodu sudjeluje zajednica vjernika i na njemu se naviješta i ispovijeda vjera u zagrobni život. Sprovodni obredi variraju prema mjesnim običajima. Zajednička im je osobina vazmeni značaj kršćanske smrti.
Pravo na sprovodni obred Katoličke Crkve ima svaki član te Crkve koji je u Katoličkoj Crkvi kršten ili je kao već valjano krštena osoba u nekoj nekatoličkoj kršćanskoj zajednici stupio u puno zajedništvo Katoličke Crkve. Pravo je uskraćeno izopćenima i onima koji su svojevoljno napustili katoličko zajedništvo.
I u rimokatoličkoj i grkokatoličkoj liturgiji postoje tri načina slavlja. Dijele se prema običaju mjesta održavanja sprovoda, a uključuju pokojnikovu kuću, crkvu i groblje (krematorij).
Ako se u obredima pokojnikovo tijelo prati u povorci ili sprovodi do mjesta ukopa, govori se o sprovodu.  Ako se obredi drže u krematoriju ili se lijes s tijelom prevozi u drugo mjesto ukopa bez povorke, govori se o ispraćaju.
Poseban je obrazac pogreba za krštenu djecu, kao i obrazac za nekrštenu djecu koju su katolički roditelji namjeravali dati krstiti.
Četiri su konstitutivna elementa u pogrebu:
1. pozdrav okupljene zajednice oko pokojnikova lijesa s tijelom,
2. Služba riječi,
3. Euharistijska žrtva (misa zadušnica) te
4. oproštaj s pokojnikom.

U Hrvata je stari običaj bdjenja uz pokojnikov odar (čuvanje mrtvaca, virestovanje).
Katolička Crkva preporučuje svojim pripadnicima moliti za svoje pokojnike. Molitvom su vjernici u svezi sa svojim pokojnicima. Preporučuje se vjernicima dogovoriti sa svojim župnikom radi slavljenja svetih misa na obljetnice pokojnikove smrti; može se ju dati služiti ili za jednoga pokojnika ili za više njih u istome slavlju (skupna misna nakana).
Izražavanje dostojanstva (pijeteta) prema pokojniku čini se i podizanjem nadgrobnog spomenika i redovitim održavanjem i pohađanjem groba, barem svake godine o svetkovini Svih Svetih i o Spomenu svih vjernih mrtvih (Dušni dan) urediti grobove pokojnika, okititi ih cvijećem i zapaliti svijeću.